# ロビンス空軍基地
ロビンス空軍基地（ロビンスくうぐんきち、英: Robins Air Force Base）は、ジョージア州ワーナーロビンスに位置するアメリカ空軍の基地である。アメリカ空軍の予備役部隊を統轄する予備役軍団の司令部が所在しているほか、航空機や装備品の修理・改修を行うワーナーロビンス航空兵站施設が所在している。また、敷地内に航空博物館が併設されている。

## 概要
1940年代初頭、アメリカ陸軍省は航空機補給処の候補地としてジョージア州ウェルストン（現在のワーナーロビンス）を選定し、1941年から建設が開始され、1942年10月14日にワーナーロビンス陸軍航空補給処として開設された。基地名はアメリカ陸軍航空軍における兵站の父である、オーガスティン・ワーナー・ロビンス将軍から名付けられた。
第二次世界大戦勃発後はアメリカ陸軍航空軍が使用するあらゆる機種の支援拠点として整備、修理、補給のほか、航空要員の養成も行い、第二次世界大戦後にアメリカ陸軍航空軍からアメリカ空軍が独立後、基地はロビンス空軍基地となり、1961年3月31日まで航空資材軍団の基地、同年4月1日から1992年6月30日まで空軍兵站軍団の基地として使用され、同年7月1日の空軍資材軍団創設後は同軍団の基地となった。また、1997年2月17日には空軍予備役軍団の司令部が設置されている。

## 竜巻による被害
ロビンス空軍基地は1950年代に2回の竜巻被害を受けて以来、少なくとも7回の竜巻被害を受けている。最初の竜巻被害は1953年4月30日に発生し、藤田スケールでF4の竜巻が基地を通過、死者18人、負傷者300人を出した。わずか10か月後の1954年3月13日にはF1の竜巻が基地を通過し、死者1人、負傷者5人を出している。

## 航空博物館

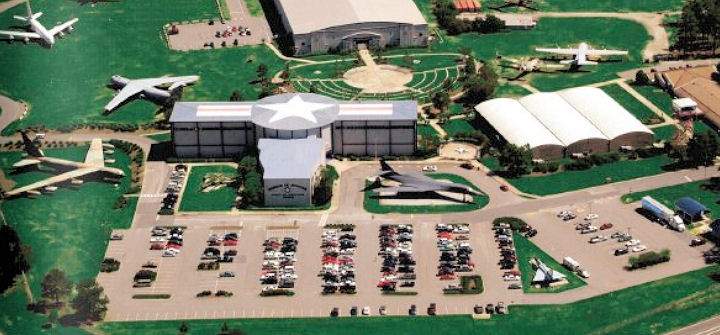
航空博物館

ロビンス空軍基地に隣接している航空博物館は1981年に開設され、約21ヘクタールの敷地に展示棟4棟、85機以上の航空機を収蔵している。施設の入館料は無料で、毎年50万人近くの入館者があり、アメリカ国防総省管理の博物館の中で4番目に入館者の多い博物館となっている。

## 所在部隊

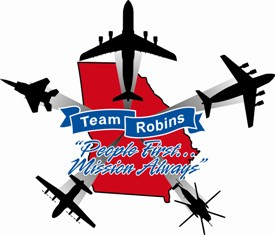
チーム・ロビンス

第78基地航空団隷下
- 第78監査中隊
- 第78作戦支援中隊
- 第78施設群
  - 第78施設中隊
  - 第778施設中隊
  - 工兵部
  - 施設管理部
- 第78情報通信総局
  - 宇宙任務部
  - 作戦部
  - 資源計画部
- 第78医療群
  - 第78航空宇宙医学中隊
  - 第78医療運用中隊
  - 第78医療支援中隊
- 第78任務支援群
  - 第78福利厚生中隊
  - 第78兵站即応中隊
  - 第78警備中隊

空軍後方支援センター隷下
- ワーナーロビンス航空兵站施設（英語版）
  - 第402航空機整備群
  - 第402電子機器整備群
  - 第402整備支援群
  - 第402ソフトウェア整備群
  - 第402事業開発パートナーシップ
- 第448サプライチェーン管理航空団（英語版）
  - 第638サプライチェーン管理群
    - 第406サプライチェーン管理中隊
    - 第407サプライチェーン管理中隊
    - 第408サプライチェーン管理中隊
    - 第409サプライチェーン管理中隊
    - 第410サプライチェーン管理中隊
    - 第411サプライチェーン管理中隊

空軍ライフサイクル管理センター隷下
- 兵器総局
  - 専門管理部
- 戦闘管理総局
  - 指揮統制・情報・監視および偵察プログラム室
  - J-STARSプログラム室
- 機動総局
  - C-5部
  - C-17部
  - 戦術航空部
- 戦闘機/爆撃機総局
  - F-15部
- ISR/SOF総局
  - 特殊作戦部隊/人員回収部
  - プレデター/リーパー分室
  - グローバルホーク分室
  - U-2部

第15空軍隷下
- 第461航空管制航空団（英語版）
  - 第461作戦群（英語版）
    - 第12航空指揮統制飛行隊（英語版） - E-8C
    - 第16航空指揮統制飛行隊（英語版） - E-8C
    - 第330戦闘訓練中隊（英語版）

  - 第461整備群
    - 第461整備中隊

第16空軍隷下
- 第688サイバー空間航空団（英語版）
  - 第5戦闘通信群（英語版）
    - 第5戦闘通信支援中隊
    - 第51戦闘通信中隊（英語版）
    - 第52戦闘通信中隊（英語版）

第22空軍隷下
- 第94空輸航空団（英語版）
  - 第94任務支援群
    - 第94飛行場業務中隊

第413飛行試験群隷下
- 第339飛行試験飛行隊（英語版）
- 第413航空医療ステージング中隊
- 第413福利厚生小隊

ジョージア空軍州兵隷下
- 第116航空管制航空団（英語版）
  - 第116作戦群
    - 第128航空指揮統制飛行隊（英語版） - E-8C

  - 第116整備群
  - 第116医療群
  - 第116任務支援群
  - 第202工作設置中隊（英語版）

アメリカ陸軍情報保全コマンド隷下
- 第116軍事情報旅団（英語版）
  - 第138軍事情報中隊

ジョージア陸軍州兵隷下
- 第78航空支援コマンド（英語版）
  - 陸軍固定翼機支援隊